# Leptocarpus tenax
Leptocarpus tenax là một loài thực vật có hoa trong họ Restionaceae. Loài này được (Labill.) R.Br. mô tả khoa học đầu tiên năm 1810.